# Scuderi (Musical)

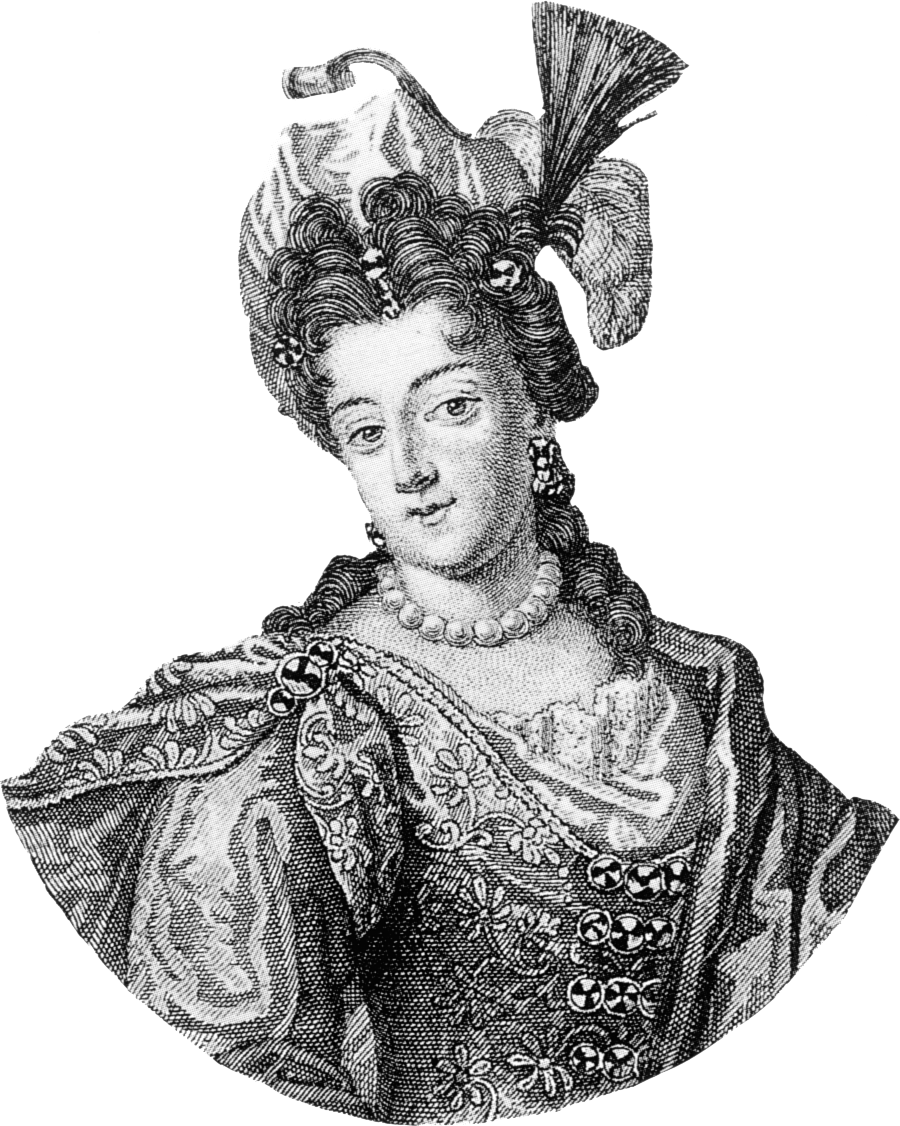
Madeleine de Scudéry (1607–1701)

Scuderi ist ein Musical oder Rockmusiktheater nach der Kriminalnovelle Das Fräulein von Scuderi (1819/21) von E. T. A. Hoffmann (1776–1822). Die Inszenierung wurde von Gil Mehmert als Bühnenfassung umgeschrieben und durch die Rock-Pop-Band Bananafishbones musikalisch umgesetzt. Die Uraufführung fand am 18. April 2009 in der Schauburg in München statt.

## Hintergrund
Grundlage für die Inszenierung ist die Novelle Das Fräulein von Scuderi von E. T. A. Hoffmann. Für die Bühnenfassung wurden wichtige Merkmale der Erzählstruktur Hoffmanns übernommen, so die Rückblenden oder Zeitsprünge innerhalb der Aufführung. Die in der Novelle dargestellten Ereignisse sollen auf tatsächliche Erlebnisse der Mademoiselle Madeleine de Scudéry (1607–1701) und ihren Aufzeichnungen beruhen.
Der Theaterregisseur Gil Mehmert hat dieses Stück als Auftragsarbeit für das Kinder- und Jugendtheater Schauburg in München bearbeitet, die musikalische Umsetzung entstand unter Mitwirkung der Rockband Bananafishbones, die die Musik komponierten.
Die Uraufführung fand am 18. April 2009 in der Schauburg statt. Weitere Aufführungen gab es beispielsweise 2010 bei den 28. Bayrischen Theatertagen im Theater am Bismarckplatz in Regensburg, 2011 im Deutschen Theater in München und im Februar 2013 in Braunschweig in der Brunsviga, letztere umgesetzt von der Musiktheatergruppe „Jetzt oder nie“ der IGS Franzsches Feld unter Leitung von Felix Goltermann und Kaja Brandenburger.
In der Psychologie ist das Phänomen der Dissoziation und des Doppellebens unter dem nach Hoffmanns Novelle benannten „Cardillac-Syndrom“ bekannt.

## Akt 1 – Paris im Jahre 1680
Ouvertüre
Szene 1: Haus der Scuderi bei Nacht
Ein junger Mann verschafft sich eines Abends Zutritt zum Hause der Dichterin Mademoiselle de Scuderi, um ihr eine dringende Nachricht zu überbringen. Die Dienerin Martinere lässt ihn jedoch nicht zu ihrer Herrin, sondern ruft lautstark nach der Polizei, sodass der Jüngling flüchtet, ihr aber zuvor ein Kästchen übergibt mit der dringlichen Bitte, es Mademoiselle de Scuderi auszuhändigen. In der Schachtel findet die Dame des Hauses ein überaus kostbares und kunstvoll gefertigtes Geschmeide und eine Dankesschrift für die von ihr zuvor (scherzhaft) beim König getätigte Aussage.
Paris, der Erzähler gibt Hintergrundinformationen.
Hintergrund für diesen Ausspruch ist eine Mordserie, die Paris in dieser Zeit erschütterte, von der insbesondere angesehene Herren betroffen waren, die mit kostbaren Schmuckstücken unterwegs zu ihren Herzensdamen waren, um diese zu beschenken. Hinter den Morden vermutet man eine Diebesbande, jedoch haben weder die Polizei, noch der Richter La Regnie bisher eine heiße Spur zu den Tätern.
Drei Tage zuvor

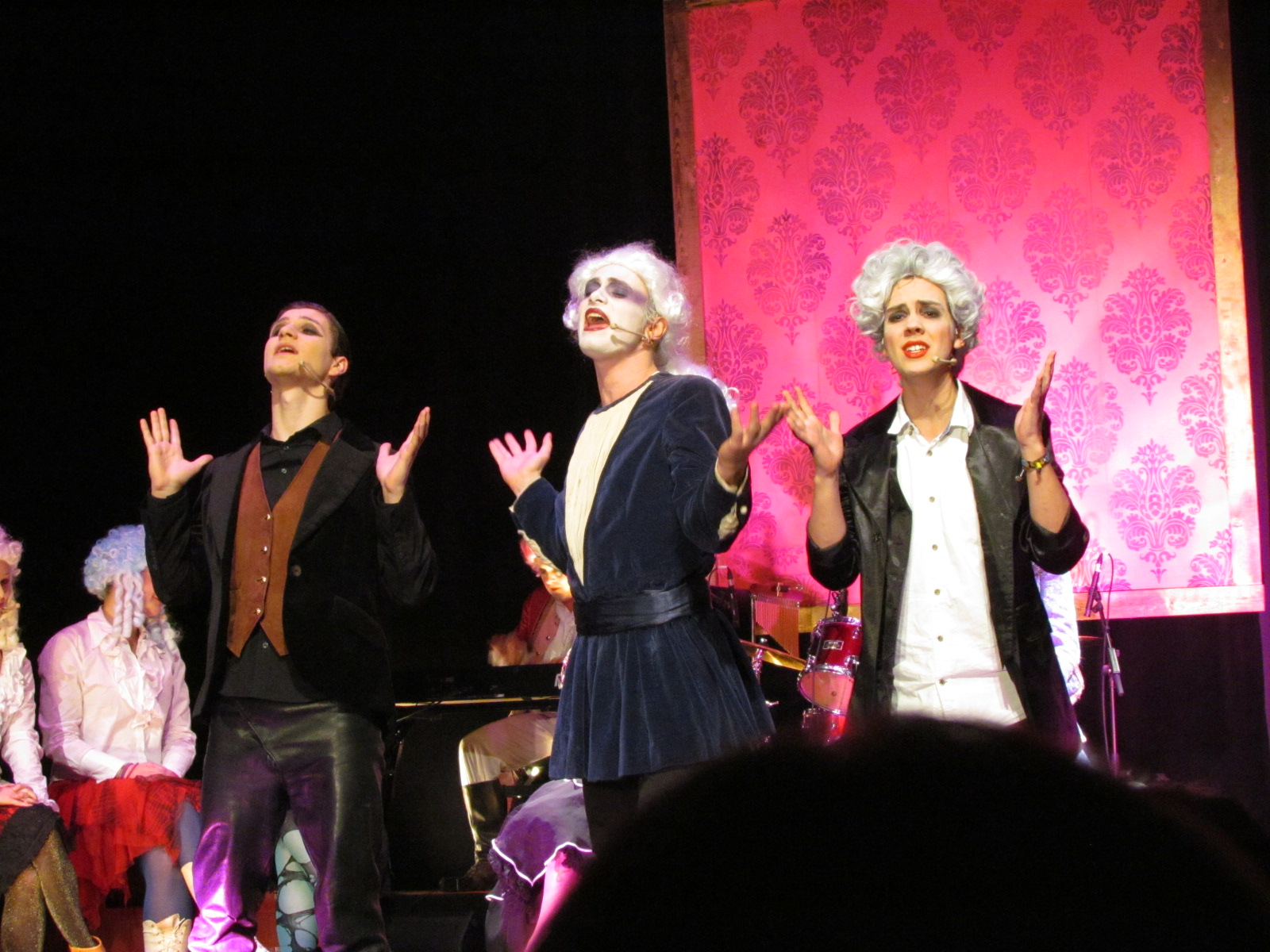
Drei Liebhaber beim König

Szene 2–4: Liebhabertrio, Ballade des Cerdillac
Drei auf Freiersfüßen wandelnde Pariser Herren bitten den französischen König um besseren Schutz in den Straßen der Stadt. Als der König seine Hofdichterin zu diesem Anliegen befragt antwortet sie ihm leichtfertig mit „Un amant qui craint les voleurs, n’est pas digne d’amour.“ („Ein Liebhaber, der die Räuber fürchtet, ist meiner Liebe nicht würdig.“) Das Fräulein von Scuderi macht sich nach dem nächtlichen Besuch nun auf die Suche nach der Herkunft dieses wertvollen Schmuckstückes. Sie begibt sich zu Madame Maintenon, der Mätresse des Königs, wo sie zufällig auf den Goldschmied René Cardillac trifft. Dieser erkennt in dem Geschmeide seine eigene Kreation, die er dem Fräulein großzügig als Geschenk überlässt und ihr zugleich seine Liebe erklärt. Diese ist irritiert, der Schmuck bleibt jedoch in ihrem Besitz und gerät mit der Zeit in Vergessenheit.
Kurze Zeit später
Szene 5–6: Kutschfahrt, Dichterwettstreit
Als Mademoiselle Scuderi eines Tages ihre Kutsche besteigt wird sie von einem Jüngling bedrängt, der sie anfleht das Schmuckstück sofort an Cardillac zurückzugeben. Ihr Hausmädchen Martiniere erkennt in diesem jenen jungen Mann wieder, der ihr die Schatulle mit dem Schmuckstück überreicht hatte. Ihre Herrin beschließt den Schmuck am folgenden Tag zurückzubringen. Doch ausgerechnet als sie sich auf den Weg machen will bekommt sie Besuch von den Dichtern La Chapelle, Boileau und Racine, die ihre volle Aufmerksamkeit beanspruchen, so dass sie ihr Vorhaben zunächst zurückstellt.

## Akt 2 – Cardillac ermordet!
Am Tage danach

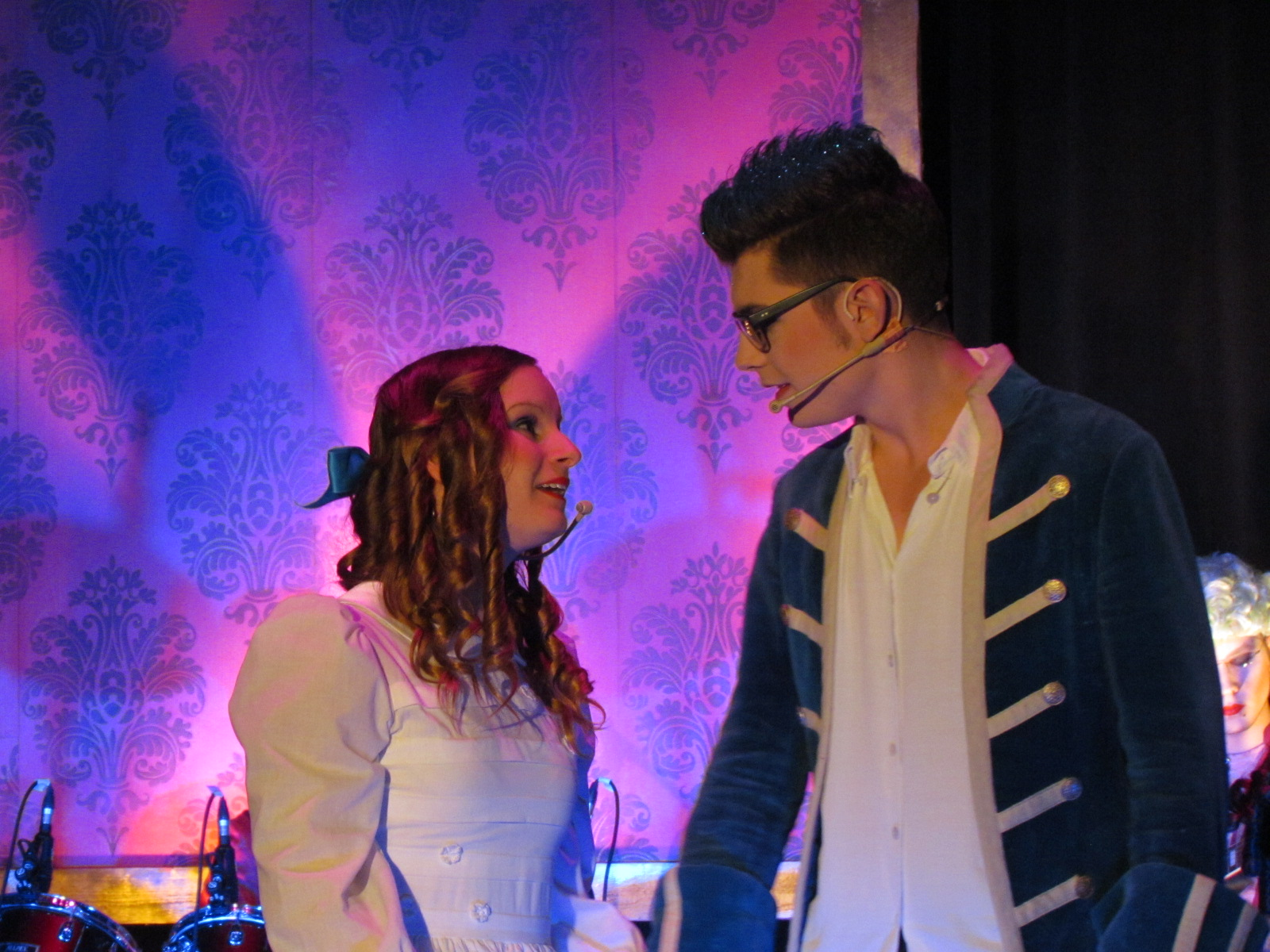
Duett der Liebenden Madelon und Olivier

Szene 7–8: Vor dem Hause Cardillacs, im Haus der Scuderi, Duett der Liebenden
Als sie sich am nächsten Tag zu Cardillac begibt kommt sie zu spät, der Goldschmied wird ermordet aufgefunden, der Jüngling, der zuvor Mademoiselle de Scuderi zweimal aufgesucht hatte, wird unter dringendem Tatverdacht verhaftet. Die völlig verstörte Tochter Madelon des ermordeten Cardillac findet Obhut im Hause der Scuderi. Madelon ist überzeugt von der Unschuld des jungen Mannes, der Olivier Brusson heißt und zudem ihr Liebhaber ist. Auch Mademoiselle Scuderi glaubt nicht an dessen Schuld, wenngleich alle Indizien gegen ihn sprechen. Olivier besteht darauf mit ihr über diese Angelegenheit zu sprechen und verweigert der Polizei gegenüber jegliche Aussagen. So sucht die Scuderi ihn im Kerker auf und erkennt in ihm den Sohn ihrer einstigen Ziehtochter Anne Guillot. Olivier erzählt ihr davon, wie er zu dem berühmten Goldschmied Cardillac kam und sich in dessen Tochter verliebte.
Vor Gericht
Szene 9–11: Anhörung bei Gericht, Olivier muss in den Kerker, Scuderi und Madelon
Mademoiselle de Scuderi versucht den Richter La Regnie von der Unschuld Oliviers zu überzeugen. Doch der Richter führt all die Indizien auf, die für die Schuld des jungen Mannes sprechen. Die Tatwaffe befand sich zu dem in dessen Besitz und Zeugen bestätigen, dass der Goldschmied Cardillac für gewöhnlich das Haus Nachts nicht verlassen hat. Dass der Tote in seiner Wohnung vorgefunden wurde, spricht daher ebenfalls gegen Olivier. Die Scuderi berichtet Madelon, dass wenig Hoffnung für Olivier besteht, als sie von Polizisten Desgrais aufgefordert wird Olivier anzuhören, der nur ihr gegenüber eine Aussage zum Tathergang machen möchte.

## Akt 3 – Wahrheitsfindung
Rückblende

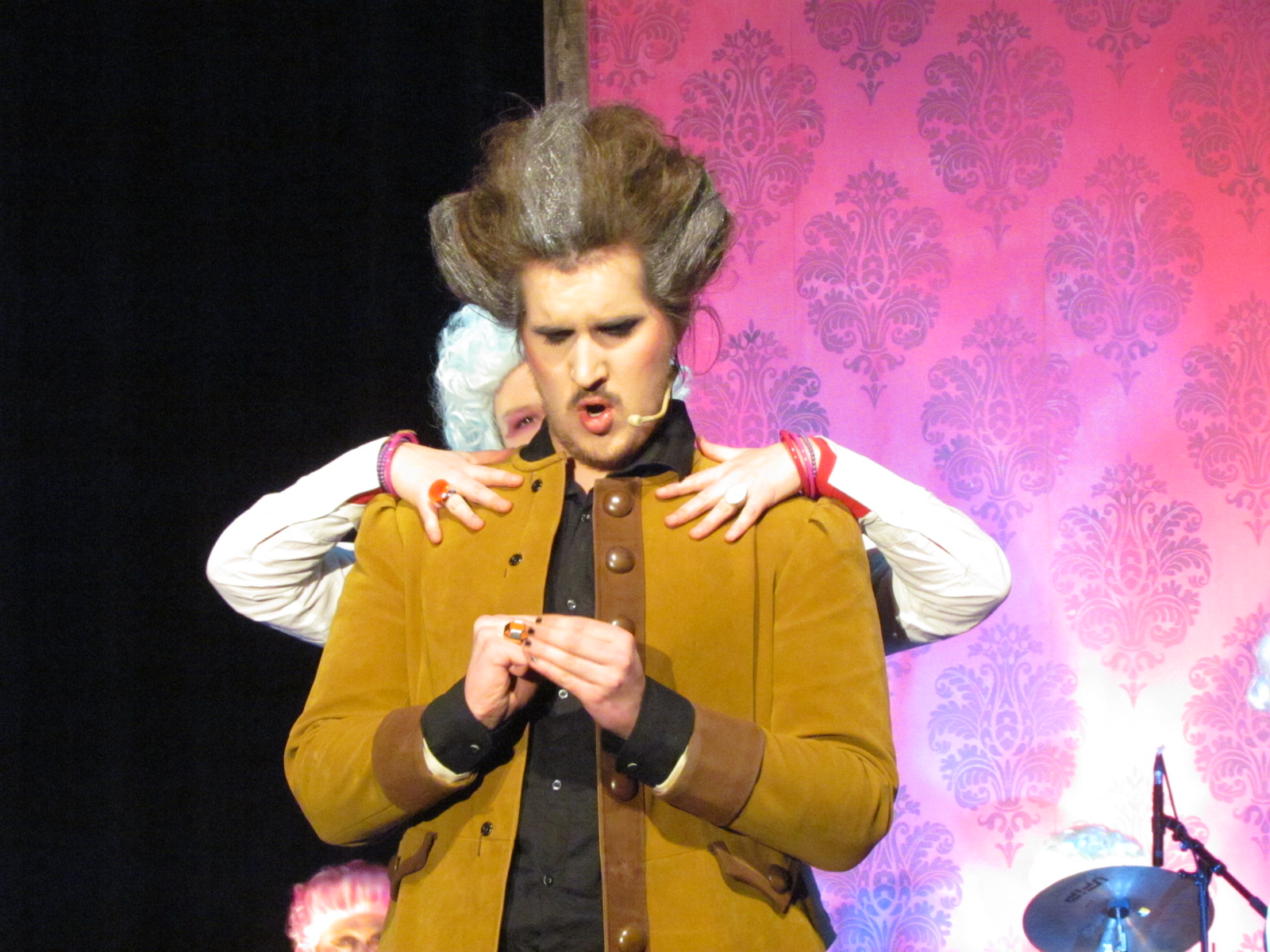
Cardillacs Eingeständnis

Szene 12–16: Gefängnis, vor Cardillacs Haus, in der Dachkammer Oliviers, Wiederholung der Anfangsszene Haus der Scuderi
Olivier wird Zeuge wie Monsieur Cardillac des Nachts einen Mord verübt. Er selbst versucht dem Opfer zu helfen. Cardillac sieht ihn, flüchtet aber zunächst, da die Polizei in der Nähe ist. Später offenbart Cardillac Olivier sein Geheimnis.
Der Goldschmied leidet an dem sogenannten „Cardillac-Syndrom“, einer Besessenheit und einem unbändigen Verlangen all die von ihm gefertigten Schmuckstücke zurückzuerlangen. Olivier erkennt, dass die Mordserie nicht von einer Bande verübt wurde, sondern allein von Cardillac. Der junge Mann wagt jedoch nicht sich an die Polizei zu wenden, denn er fürchtet, das würde seiner geliebten Madelon das Herz brechen. Als ihm Cardillac jedoch erzählt, dass er in das Fräulein von Scuderi verliebt ist, sieht der junge Mann eine Chance diesem Teufelskreis zu entkommen, indem er ihr das Kästchen mit dem wertvollen Schmuckstück in der Hoffnung zustellt, dass Cardillac daraufhin keine weiteren Morde mehr begeht.

## Akt 4 – Letzter Versuch
Der Kampf um die Wahrheit

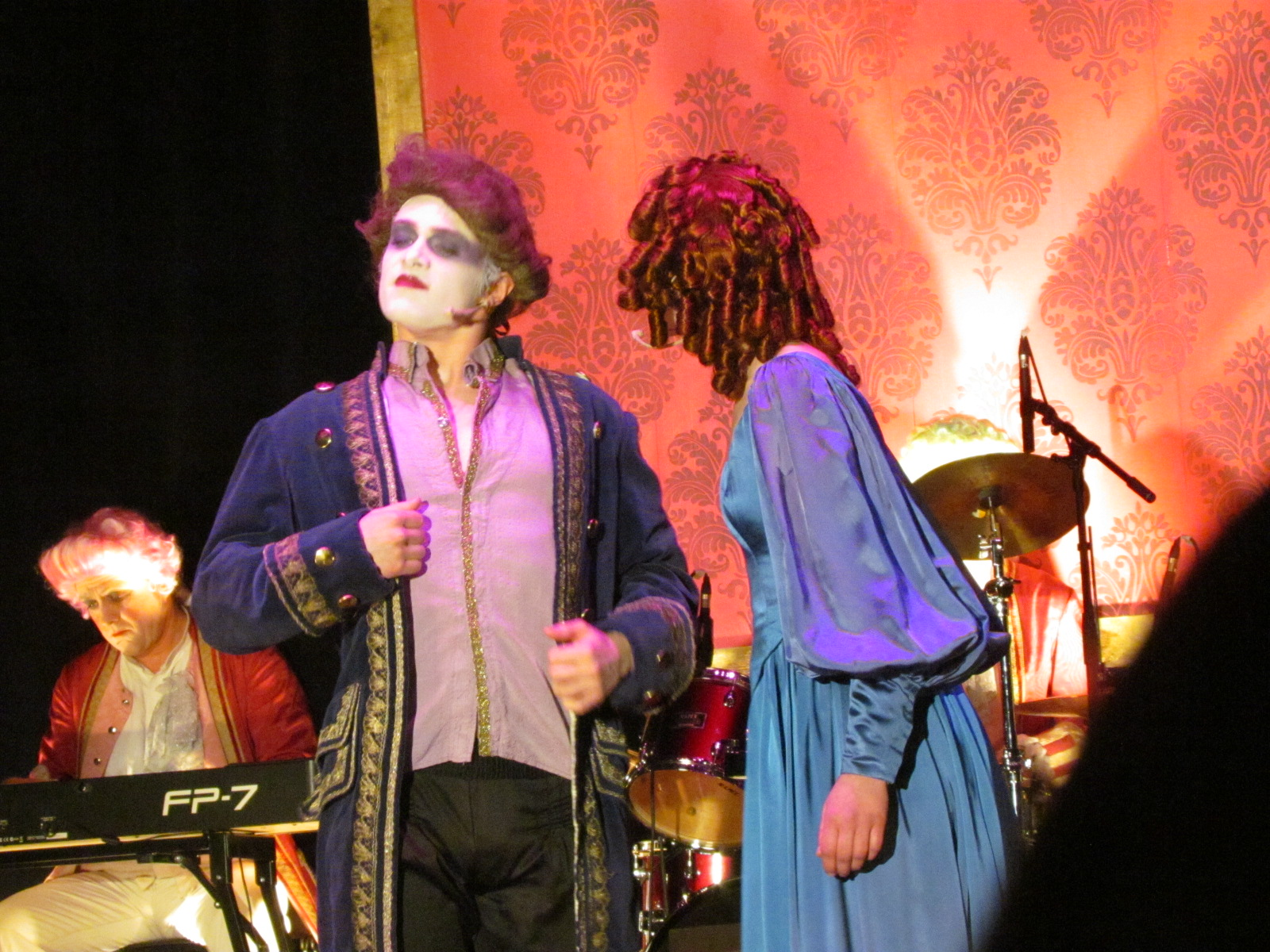
Miossens Geständnis

Szene 17–18: Briefwechsel mit dem Richter, beim Advokaten D’Andilly
Das Fräulein von Scuderi ersucht vergeblich beim Polizeichef Desgrais, dem Richter La Regnie und dem König selbst um Gnade für Olivier. Auch der Besuch des namhaften Pariser Anwalts D’Andilly, auf dessen unparteiisches Urteil sie hofft, bleibt erfolglos. Er antwortet ihr mit den Worten: „Da kann ich leider gar nichts machen, es tut mir leid, wirklich leid. Den Advokaten, den sie baten, der kann sie nur beraten, mit adäquaten Daten aus desolaten Taten ich würd’ sie nur verraten, gäb ich ihres Zöglings Paten. Drum kann ich Ihn’n nur raten: Halten sie sich aus der ganzen Sache raus!“ Es scheint so als sei das Schicksal des jungen Olivier bereits besiegelt.
Szene 19: Geständnis des Miossens im Hause der Scuderi
Doch gerade als Mademoiselle de Scuderi verzweifelt wird sie vom Grafen Miossens aufgesucht, dem Obristen der Königlichen Garde. Dieser gesteht ihr, dass er persönlich den Goldschmied in Notwehr erstochen hat und Olivier unschuldig sei.

## Akt 5 – Finale
Miossens Aussage

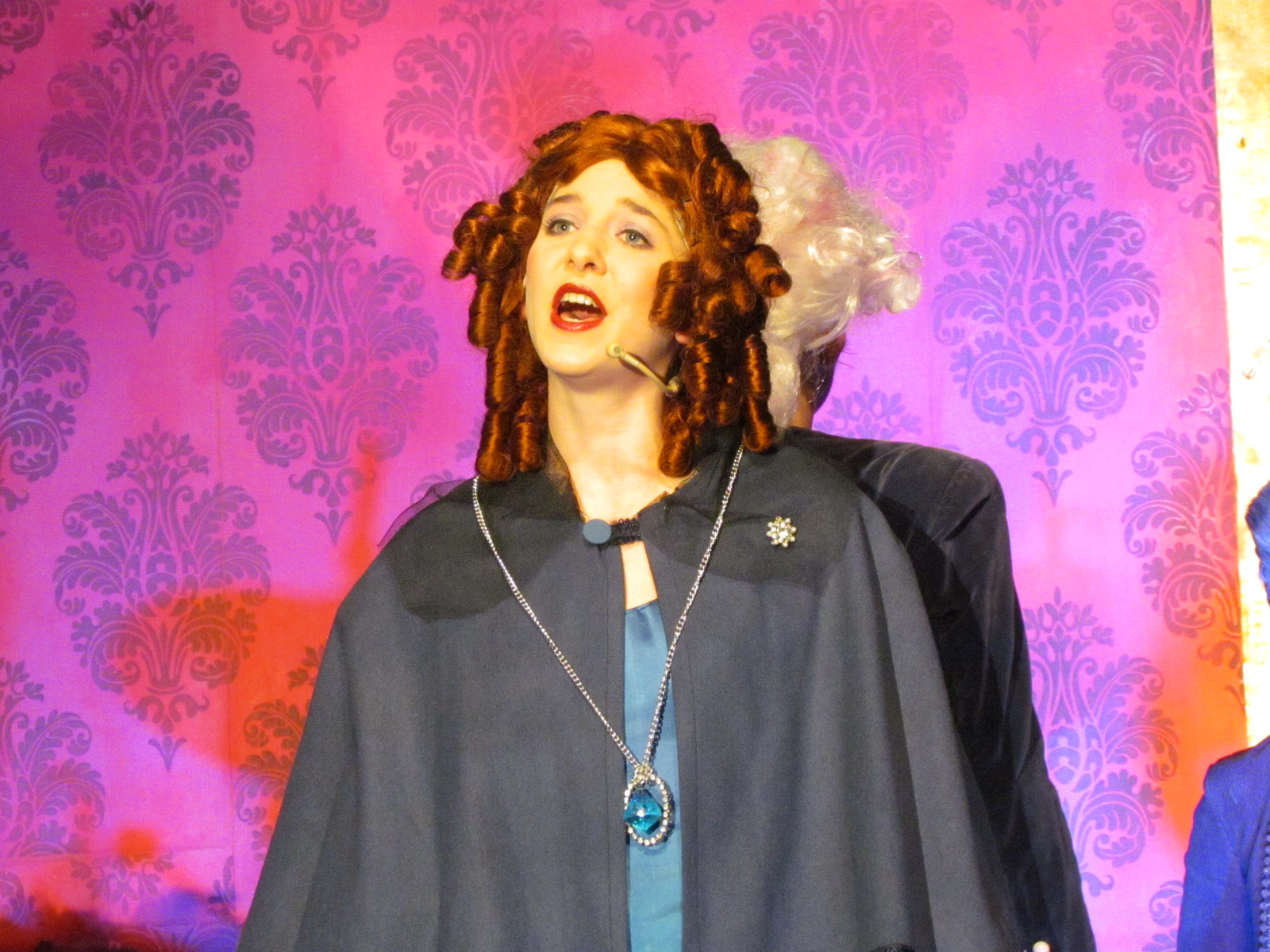
Mademoiselle de Scuderi bittet um Gnade für Olivier

Szene 20–22: Bei Gericht, im Salon der Maintenon
Die Scuderi bringt Miossens dazu, vor Gericht zugunsten von Olivier auszusagen, ohne jedoch seine eigene Schuld einzugestehen, weil ihm niemand glauben würde, dass der angesehene Monsieur Cardillac ihn hinterrücks überfallen hatte, um ihm den Schmuck zu rauben, den er ihm tags zuvor verkauft hatte. Als letztes Mittel begibt sich Mademoiselle de Scuderi zunächst zur Madame de Maintenon, um sie zu bitten, sich für die Freilassung Oliviers einzusetzen, doch diese lehnt diese Bitte ab. Daher spricht sie direkt beim König vor, um diesen nochmals um die Begnadigung von Olivier zu bitten. Hierfür trägt sie schwarze Trauerkleidung und da auch die Pariser Bevölkerung, der Polizist Desgrais, Richter La Regie und der Advokat D’Andilly hinter ihrem Anliegen stehen, hat sie letztlich Erfolg und Olivier kommt frei. Er wird mit der Tochter Cardillacs vermählt und erhält zudem eine Mitgift des Königs. Es endet mit den Worten des Erzählers: „Die Wahrheit um den Meistergoldschmied René Cardillac wurde indes nie enthüllt. Und das Fräulein Scuderi? Sie verfasste außergewöhnliche Verse, in denen das Erlebte seine ergreifende Form fand.“

## Lieder
- Paris mit dem Refrain „Paris: Es schlummert Gefahr in deinen Gassen; Paris: Nachts erwacht sie, nicht zu fassen; Paris: Es lauert der Tod in deinen Gassen; Paris: Wenn dich die Farben des Tages verlassen.“
- Liebhabertrio mit der Klage über den Zustand und der Bitte um Schutz in den Straßen.
- Ballade des Cardillac erzählt von der Liebe des Goldschmiedes zu den kostbaren Metalle und Edelsteinen und den Worten „[…] Ist mein Schmuck vollendet, so fühle ich im Herzen diesen Stich, und meine Seele brennt, und ich kann mich nicht trennen, ich will mich nie mehr trennen, ja ich kann mich nie mehr trennen. Nein. Nein!“
- Kutschfahrt die dringliche Bitte Oliviers an das Fräulein Scuderi den Schmuck zurückzubringen.
- Duett Madelon und Olivier besingen ihre Liebe zueinander.
- Vor Gericht das Volk kommt zu der Überzeugung „Olivier ist der Mörder!“ und fordert „Hängt Olivier!“
- Ich kenne dich Scuderi ist im Kerker bei Olivier und erinnert sich daran, dass er der Sohn ihrer einstigen Ziehtochter ist. Des Weiteren erzählt Olivier von seiner Begegnung mit Cardillac, von der Beobachtung des Mordes und von Madelon und seiner Liebe zu ihr. Am Ende singt Cardillac darüber, dass er Oliviers Absichten durchschaut hat, ihm seine Tochter nicht überlassen möchte und droht ihn zu töten, wenn er sich ihr noch einmal nähert.
- Cardillacs Offenbahrung hier gesteht Cardillac Olivier seine Morde: „[…] So blieb mir nur der eine Ausweg: Mord! Keiner kennt die Qualen tief in meiner Brust, welche mich befallen, wenn ich mich trennen muss von meinem Schmuck […]“
- Aber was geschah besingt die Suche des Fräuleins Scuderi nach der Wahrheit, sie befragt Olivier und ist überzeugt von seiner Unschuld.
- Das Advokatenlied erzählt von der schier ausweglosen Situation Oliviers da alles gegen ihn spricht und niemand ihm Glauben schenkt, seine Verurteilung scheint sicher.
- In Miossens Geständnis gesteht der Gardist Miossens der Scuderi, dass er Cardillac in Notwehr getötet hat.
- Miossens Aussage zu Gunsten des Olivier sorgt für ein Umdenken.
- Das Finale endet mit der Begnadigung und Freilassung Oliviers.

## Kritiken
- „[…] Das ganze wird unterhaltsam, mit köstlicher Komik, toller Maske und mit musikalischer Finesse präsentiert. Für Landsberg sicher ein Highlight.“[7]
- „[…] Beeindruckend ist auch die textliche Leistung der Darsteller. Denn die Sprache des Stückes hält sich weitestgehend an Hoffmanns Originalversion. Den für unsere Zeit affektiert wirkenden Sprachstil und die verwobene Satzstruktur beherrschen die Darsteller ohne ins Holpern zu geraten. Für die Zuhörer ist es aber nicht einfach, diesem schnellen Erzählstil immer folgen zu können. Inhaltlich geht dadurch gerade zu Anfang des Stückes leider einiges verloren.“.[4]
- „[…] Der Zuschauer wird am Ende in einer klassischen „Entweder-oder“-Situation zurückgelassen: Man sieht die Ideen, die hinter „Scuderi“ stecken und will sie gerne würdigen. Aber das Chaotische dieser Inszenierung ist schuld daran, dass aus „Scuderi“ ein Fall von Gefallen oder Nicht-Gefallen – ohne jeglichen Spielraum zwischen diesen Polen – wird.“[8]